# Buchnera exserta
Buchnera exserta är en snyltrotsväxtart som beskrevs av William Fawcett. Buchnera exserta ingår i släktet Buchnera och familjen snyltrotsväxter. Inga underarter finns listade i Catalogue of Life.